# 馬淵清一

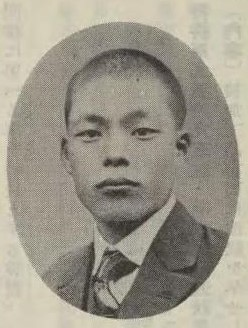
馬淵清一

馬淵 清一（1897年 - 没年不明）は、日本の発明家。
大阪砲兵工廠や藤田鉄工所などに勤務した。その後、莫大小機械などの機械の製作販売を開始し、自働機械研究所を併設した。
下記の筒状織物裏返装置については、大阪府工業奨励館から奨励金の交付を受けた。
1966年7月には、木製のフロート2本からなる自作の「海上歩行器」を履き、神戸港から淡路島鵜崎までの海上6.5 kmを踏破している。

## 特許
- 特許第92330号 筒状織物裏返装置
- 特許第94081号 自働皺延機の圓筒連結装置
- 特許第94129号 筒状織物裏返装置の改良
- 特許第97066号 旋廻飛行機（馬淵式ヘリコプター）
- 特許第101899号 自働皺延機の改良